# Hetlingen
Hetlingen település Németországban, Schleswig-Holstein tartományban. Lakosainak száma 1420 fő (2023. december 31.). Hetlingen Steinkirchen, Hollern-Twielenfleth és Stade községekkel határos.

## Népesség
A település népességének változása:
| Lakosok száma | 948  | 1343 | 1364 | 1416 | 1436 | 1420 |
|               | 1975 | 2017 | 2019 | 2021 | 2022 | 2023 |